# Waitkera waitakerensis
Waitkera waitakerensis is een spinnensoort in de taxonomische indeling van de wielwebkaardespinnen (Uloboridae).
Het dier behoort tot het geslacht Waitkera. De wetenschappelijke naam van de soort werd voor het eerst geldig gepubliceerd in 1946 door Chamberlain.